# Atletisme als Jocs Olímpics d'Estiu de 1912 - 400 metres masculins

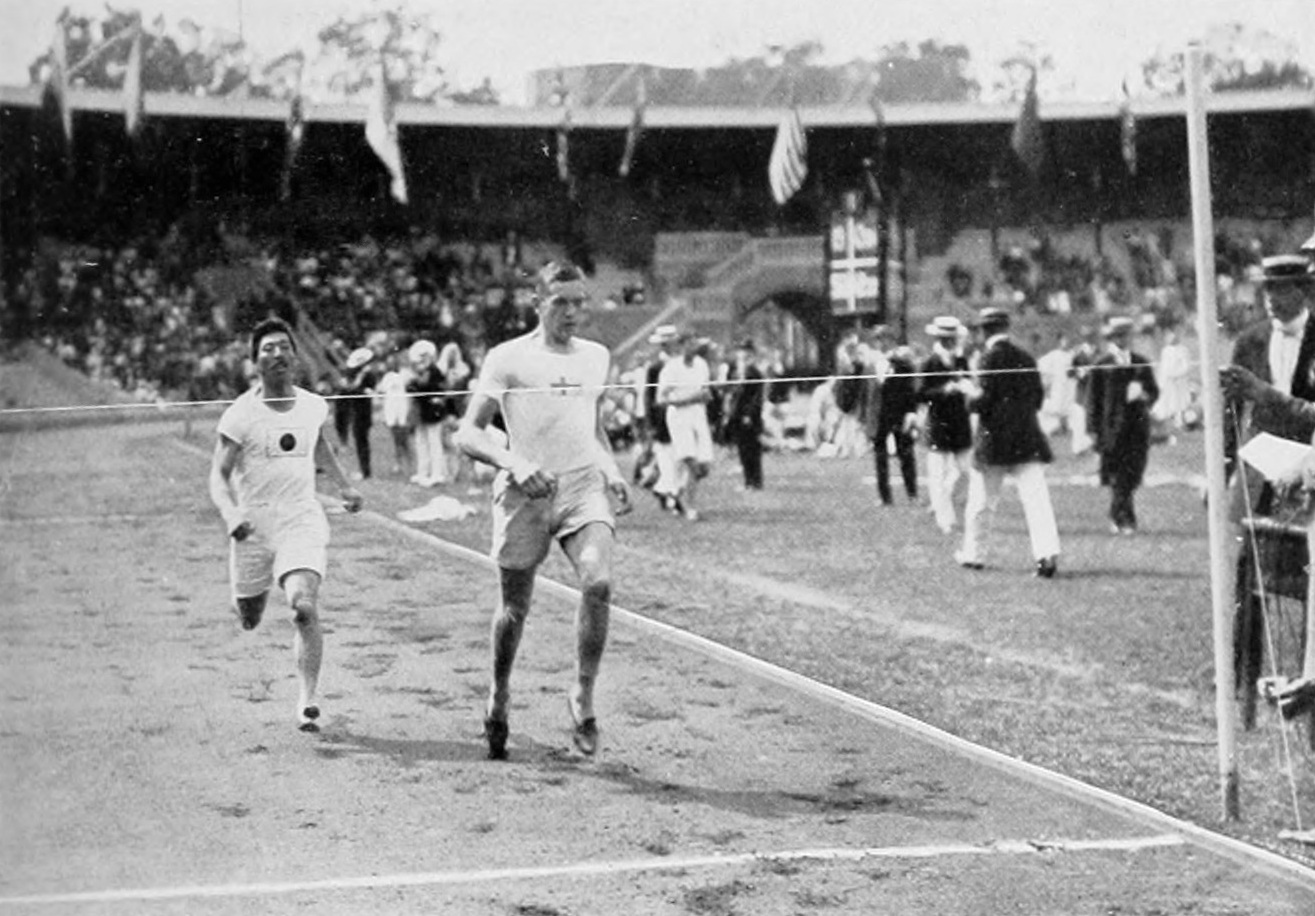
Arribada de la quarta sèrie. Paul Zerling supera a Yahiko Mishima.

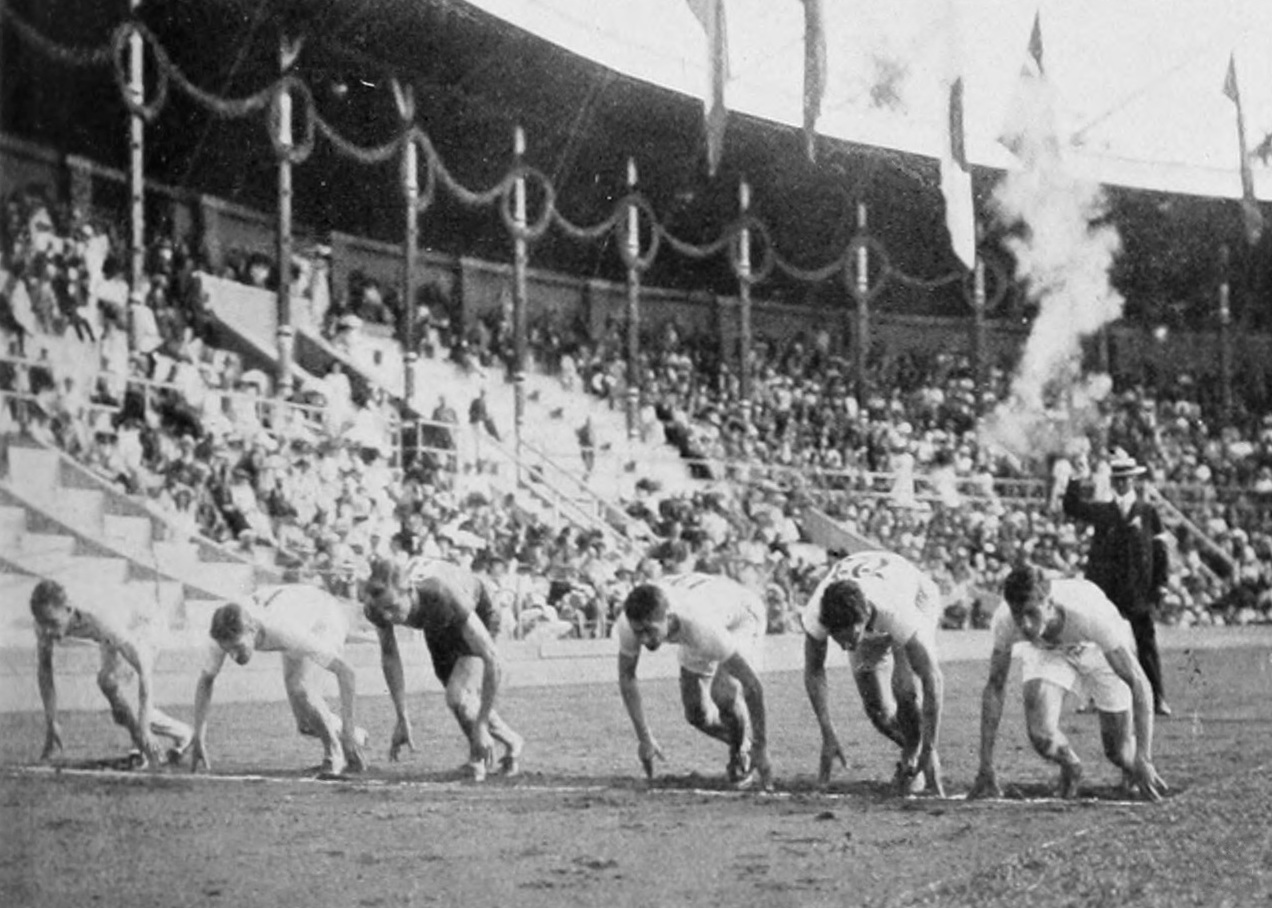
Inici d'una de les semifinals.

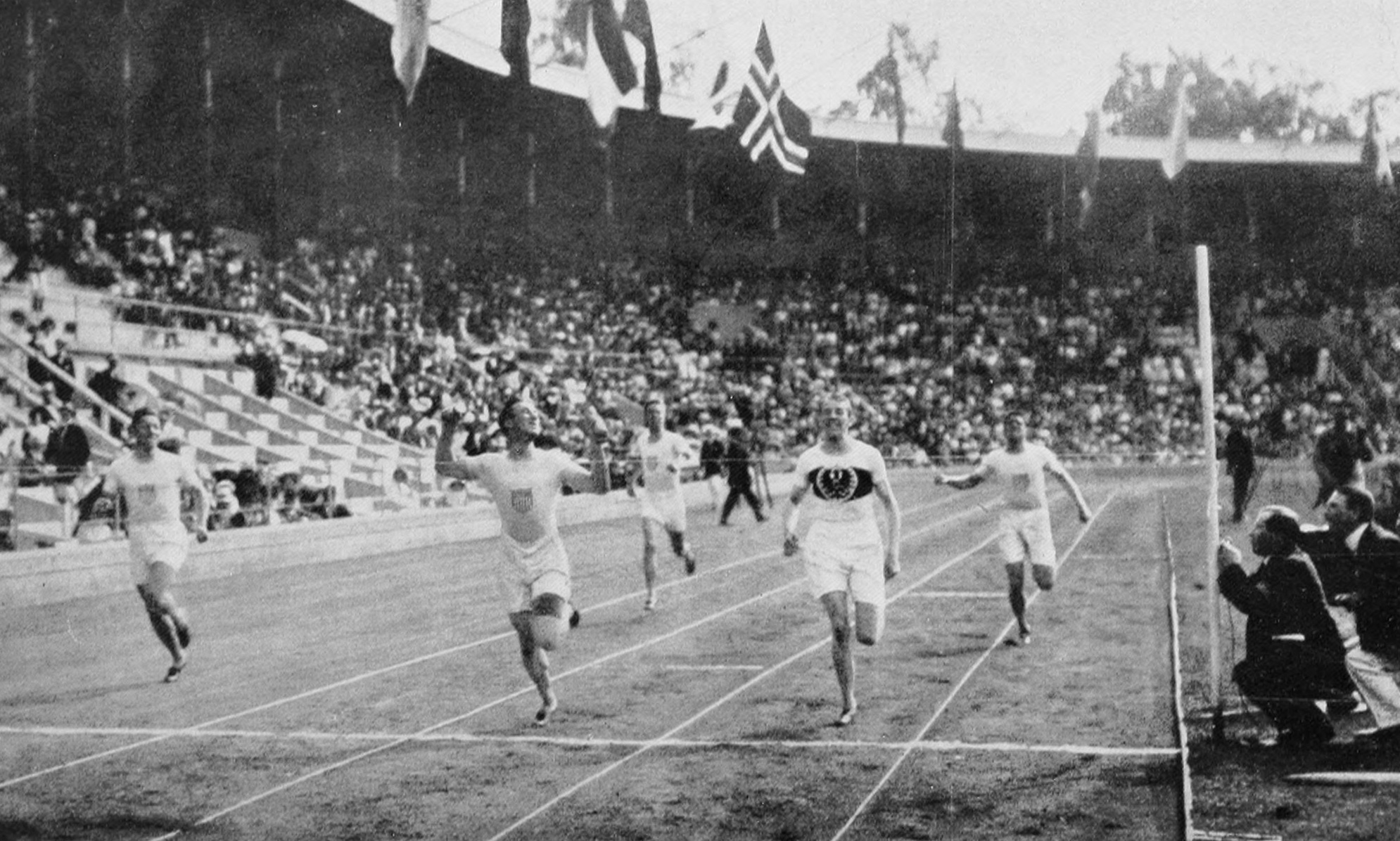
Arribada de la final. Charles Reidpath (segon per l'esquerra) supera a Hanns Braun (segon per la dreta) en la final.

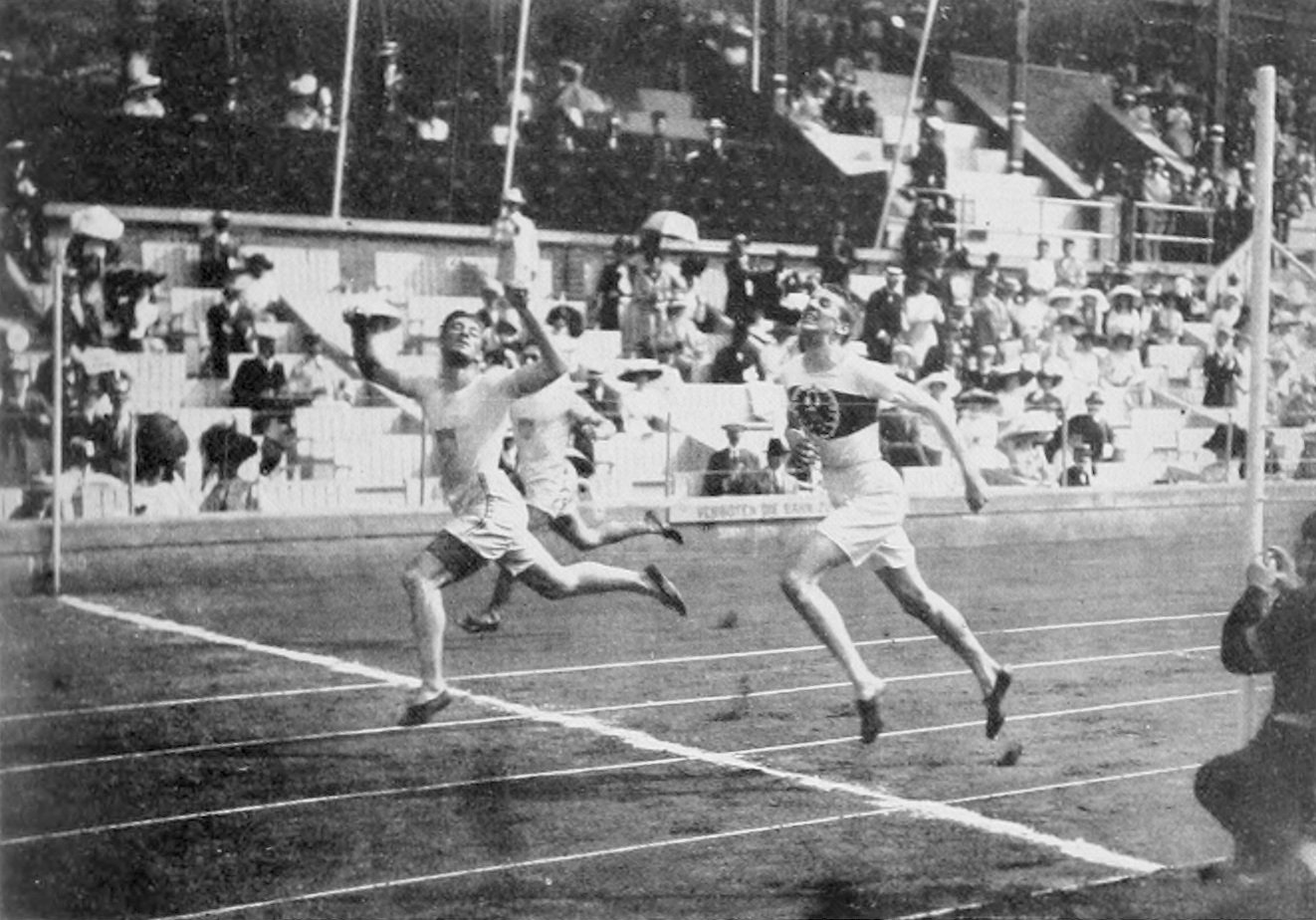
Una altra visió de l'arribada de la final.

Els 400 metres masculins van ser una de les proves del programa d'atletisme disputades durant els Jocs Olímpics d'Estocolm de 1912. La prova es va disputar en dos dies i hi van prendre part 49 atletes de 16 nacions diferents. Les sèries i la semifinal es disputaren el 12 de juliol, i la final el 13 de juliol.

## Medallistes
| Or                     | Plata             | Bronze                |
| Charles Reidpath (EUA) | Hanns Braun (GER) | Edward Lindberg (EUA) |

## Rècords
Aquests eren els rècords del món i olímpic que hi havia abans de la celebració dels Jocs Olímpics de 1912.
| Rècord del Món | 47.8" (*)  | Maxie Long        | Nova York (EUA) | 29 de setembre de 1900 |
| Rècord Olímpic | 48.4" (**) | Wyndham Halswelle | Londres (ENG)   | 22 de juliol de 1908   |

(*) Rècord no oficial en 440 iardes (= 402.34 m)
(**) La pista tenia una circumferència de 536,45 metres, o sigui 1⁄3 de milla.
El vigent rècord olímpic s'havia establert en la final dels anteriors Jocs Olímpics. Charles Reidpath superà aquest rècord en la final amb un temps de 48.2 segons. Hanns Braun també el millorà, mentre Edward Lindberg l'igualà en una final molt disputada.

## Resultats

### Sèries
Totes les sèries es van disputar el divendres 12 de juliol de 1912. Passen a les semifinals els dos primers de cada sèrie.
Sèrie 1
| Posició | Atleta                     | Temps | Qual. |
| ------- | -------------------------- | ----- | ----- |
| 1       | James Rosenberger (EUA)    | 50.6  | QS    |
| 2       | Charles Poulenard (FRA)    | 50.7  | QS    |
| 3       | Wladyslaw Ponurski\| (AUT) |       |       |
| 4       | Claude Ross (ANZ           |       |       |

Sèrie 2
| Posició | Atleta             | Temps  | Qual. |
| ------- | ------------------ | ------ | ----- |
| 1       | Ernest Haley (GBR) | 1:06.6 | QS    |
| 2       | Mel Sheppard (EUA) | 1:06.6 | QS    |

Sèrie 3
| Posició | Atleta                 | Temps | Qual. |
| ------- | ---------------------- | ----- | ----- |
| 1       | Hanns Braun (GER)      | 50.6  | QS    |
| 2       | Ted Meredith (EUA)     |       | QS    |
| 3       | Armando Cortesão (POR) |       |       |

Sèrie 4
| Posició | Atleta               | Temps | Qual. |
| ------- | -------------------- | ----- | ----- |
| 1       | Paul Zerling (SWE)   | 55.4  | QS    |
| 2       | Yahiko Mishima (JPN) | 55.5  | QS    |

Sèrie 5
| Posició | Atleta               | Temps | Qual. |
| ------- | -------------------- | ----- | ----- |
| 1       | Charles Lelong (FRA) | 50.2  | QS    |
| 2       | Donnell Young (EUA)  | 50.4  | QS    |
| 3       | István Déván (HUN)   |       |       |
| 4       | Gustav Möller (SWE)  |       |       |

Sèrie 6
| Posició | Atleta              | Temps  | Qual. |
| ------- | ------------------- | ------ | ----- |
| 1       | Knut Stenborg (SWE) | 1:01.6 | QS    |

Sèrie 7
| Posició | Atleta              | Temps | Qual. |
| ------- | ------------------- | ----- | ----- |
| 1       | Carroll Haff (EUA)  | 50.4  | QS    |
| 2       | Emilio Lunghi (ITA) | 50.5  | QS    |
| 3       | Max Herrmann (GER)  |       |       |

Sèrie 8
| Posició | Atleta                | Temps | Qual. |
| ------- | --------------------- | ----- | ----- |
| 1       | Frigyes Wiesner (HUN) | 50.8  | QS    |
| 2       | John Dahlin (SWE)     | 51.0  | QS    |
| 3       | Georges Malfait (FRA) |       |       |

Sèrie 9
| Posició | Atleta                   | Temps | Qual. |
| ------- | ------------------------ | ----- | ----- |
| 1       | Eric Lindholm (SWE)      | 51.4  | QS    |
| 2       | Jacob Pedersen (NOR)     | 51.6  | QS    |
| 3       | Heinrich Burkowitz (GER) | 51.7  |       |
| 4       | Václav Labík (BOH)       |       |       |

Sèrie 10
| Posició | Atleta                | Temps | Qual. |
| ------- | --------------------- | ----- | ----- |
| 1       | Edward Lindberg (EUA) | 50.6  | QS    |
| 2       | James Soutter (GBR)   |       | QS    |
| 3       | Franco Giongo (ITA)   |       |       |

Sèrie 11
| Posició | Atleta                   | Temps | Qual. |
| ------- | ------------------------ | ----- | ----- |
| 1       | Clarence Edmundson (EUA) | 50.2  | QS    |
| 2       | Ernest Henley (GBR)      |       | QS    |
| 3       | Mel Brock (CAN)          |       |       |
| 4       | Pyotr Gaevski (RUS)      |       |       |

Sèrie 12
| Posició | Atleta              | Temps | Qual. |
| ------- | ------------------- | ----- | ----- |
| 1       | George Nicol (GBR)  | 50.0  | QS    |
| 2       | Ira Davenport (EUA) |       | QS    |
| 3       | Thomas Gallon (CAN) |       |       |
| 4       | Erich Lehmann (GER) |       |       |
| 5       | Georges Rolot (FRA) |       |       |
| 6       | Ödön Bodor (HUN)    |       |       |

Sèrie 13
| Posició | Atleta              | Temps  | Qual. |
| ------- | ------------------- | ------ | ----- |
| 1       | Julius Person (GER) | 55.4   | QS    |
| 2       | Joseph Wells (GBR)  | 1:01.2 | QS    |

Sèrie 14
| Posició | Atleta                    | Temps        | Qual. |
| ------- | ------------------------- | ------------ | ----- |
| 1       | Cyril Seedhouse (GBR)     | 51.5         | QS    |
| 2       | Ervin Szerelemhegyi (HUN) |              | QS    |
| —       | Alexander Pedersen (NOR)  | Disqualified |       |

Sèrie 15
| Posició | Atleta                  | Temps | Qual. |
| ------- | ----------------------- | ----- | ----- |
| 1       | George Patching (RSA)   | 51.1  | QS    |
| 2       | Charles Reidpath (EUA)  | 51.2  | QS    |
| 3       | Heinrich Wenseler (GER) |       |       |
| 4       | Alan Patterson (GBR)    |       |       |
| 5       | Robert Schurrer (FRA)   |       |       |

### Semifinals
Totes les semifinals es van disputar el divendres 12 de juliol de 1912. Passa a la final el vencedor de cada semifinal.
Semifinal 1
| Posició | Atleta                   | Temps   | Qual. |
| ------- | ------------------------ | ------- | ----- |
| 1       | Charles Reidpath (EUA)   | 48.7    | QF    |
| 2       | Clarence Edmundson (EUA) |         |       |
| 3       | George Nicol (GBR)       |         |       |
| 4       | Frigyes Wiesner (HUN)    |         |       |
| 5       | Charles Poulenard (FRA)  |         |       |
| —       | John Dahlin (SWE)        | No surt |       |

Semifinal 2
| Posició | Atleta                | Temps        | Qual. |
| ------- | --------------------- | ------------ | ----- |
| 1       | Edward Lindberg (EUA) | 48.9         | QF    |
| 2       | Eric Lindholm (SWE)   | 50.2         |       |
| 3       | Charles Lelong (FRA)  |              |       |
| —       | Julius Person (GER)   | No finalitza |       |
| —       | Cyril Seedhouse (GBR) | No finalitza |       |
| —       | Joseph Wells (GBR)    | No finalitza |       |

Semifinal 3
| Posició | Atleta                | Temps | Qual. |
| ------- | --------------------- | ----- | ----- |
| 1       | Ted Meredith (EUA)    | 48.8  | QF    |
| 2       | Mel Sheppard (EUA)    | 48.9  |       |
| 3       | George Patching (RSA) | 50.5  |       |
| 4       | Knut Stenborg (SWE)   | 50.5  |       |
| 5       | Jacob Pedersen (NOR)  |       |       |
| 6       | Ernest Henley (GBR)   |       |       |

Semifinal 4
| Posició | Atleta                    | Temps        | Qual. |
| ------- | ------------------------- | ------------ | ----- |
| 1       | Carroll Haff (EUA)        | 49.7         | QF    |
| 2       | Emilio Lunghi (ITA)       |              |       |
| 3       | Ervin Szerelemhegyi (HUN) |              |       |
| —       | Ernest Haley (GBR)        | No finalitza |       |
| —       | James Rosenberger (EUA)   | No finalitza |       |
| —       | Yahiko Mishima (JPN)      | No surt      |       |

Semifinal 5
| Posició | Atleta              | Temps         | Qual. |
| ------- | ------------------- | ------------- | ----- |
| 1       | Hanns Braun (GER)   | 49.2          | QF    |
| 2       | Ira Davenport (EUA) |               |       |
| 3       | James Soutter (GBR) |               |       |
| 4       | Paul Zerling (SWE)  |               |       |
| —       | Donnell Young (EUA) | Desqualificat |       |

### Final
La final es disputà el dissabte 13 de juliol de 1912.
| Place | Athlete                | Time    |
| ----- | ---------------------- | ------- |
| 1     | Charles Reidpath (EUA) | 48.2 OR |
| 2     | Hanns Braun (GER)      | 48.3    |
| 3     | Edward Lindberg (EUA)  | 48.4    |
| 4     | Ted Meredith (EUA)     | 49.2    |
| 5     | Carroll Haff (EUA)     | 49.5    |